# Luis de Olona
Luis de Olona y Gaeta (Málaga, 1823-Sarriá, 13 de junio de 1863) fue un dramaturgo, libretista de zarzuela y empresario teatral español.

## Biografía

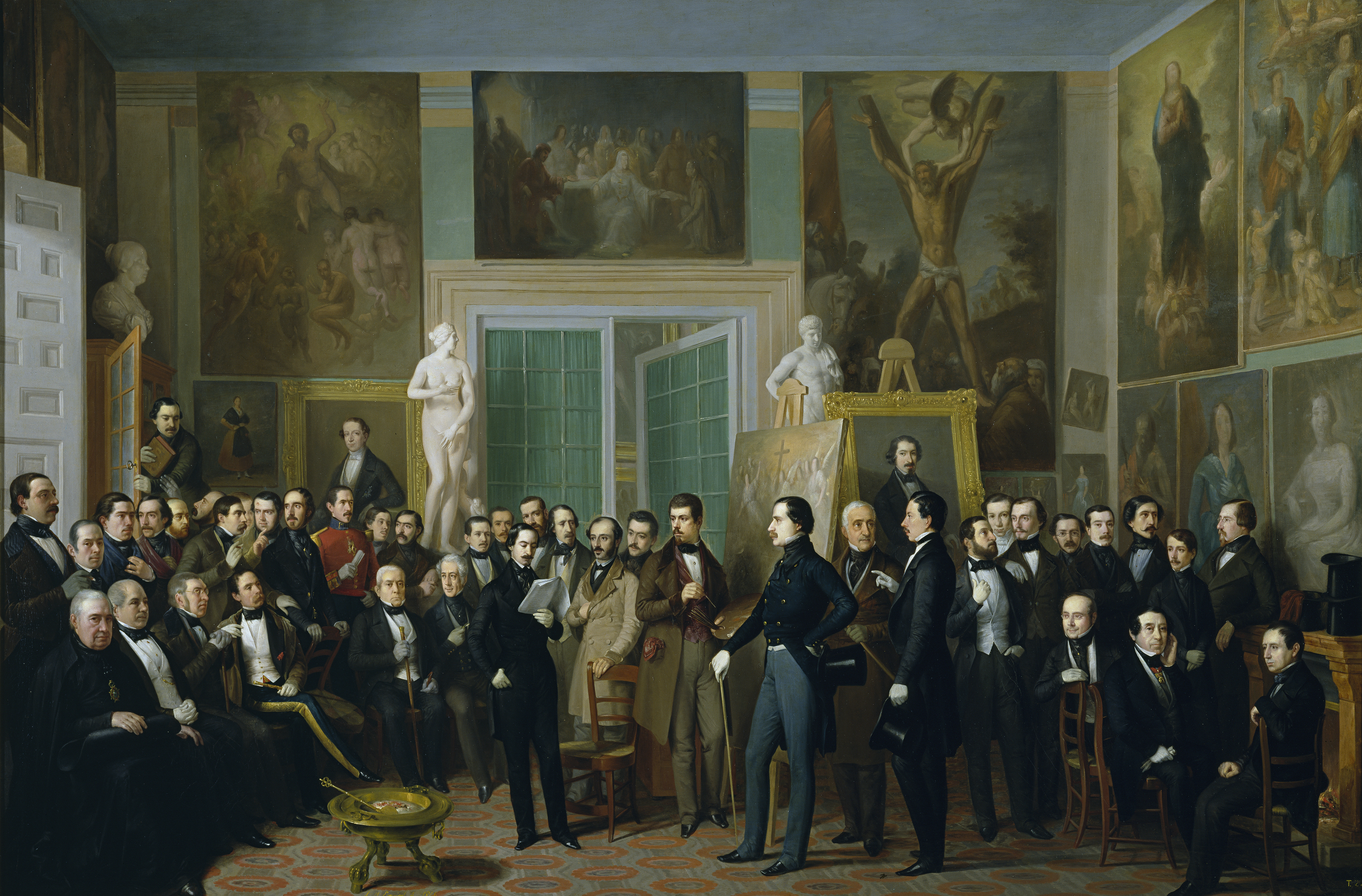
Luis de Olona retratado en Los Poetas contemporáneos por Antonio María Esquivel (1846), Museo del Prado, Madrid.

Fue hijo del empresario de teatro Luis de Olona y Cabo, con el que a veces se le confunde, y de Josefa Gaeta. Estuvo casado con Carolina Di-Franco. Su hijo, Carlos de Olona Di-Franco, tuvo también un cierto renombre en el ámbito de la zarzuela.
Llevó una vida bohemia en su Málaga natal antes de instalarse en Madrid, donde dirigió pequeños teatros y colaboró en la prensa. Fue un dramaturgo muy prolífico y compuso comedias, sainetes y zarzuelas, musicadas por los más famosos compositores de su época. Colaboró con autores como Pina, Cristóbal Oudrid, Luis Valladares y Garriga o Antonio García Gutiérrez. Entre sus títulos pueden espigarse El primo y el relicario, comedia de 1843; El caudillo de Zamora, drama de 1847; y el drama cómico Las dos carteras, de 1851. Entre sus zarzuelas pueden recordarse Galanteos en Venecia, 1853; El sargento Federico, 1855; Casado y soltero, 1858; Los circasianos, 1860 o El postillón de La Rioja, 1856. Su teatro es, sin embargo, muy endeble de construcción y abundante en inverosimilitudes, por lo que fue muy criticado por Díaz de Escobar y Lasso de la Vega.
Fue Comendador de la Orden de Isabel la Católica y Caballero de la Orden de San Juan de Jerusalén.

## Fuente
- Javier Huerta, Emilio Peral y Héctor Urzaiz, Teatro español de la A a la Z. Madrid: Espasa, 2005.